# Property and Freedom Society
La Property and Freedom Society (PFS) è un'organizzazione politica anarcocapitalista con sede a Bodrum, in Turchia. Fondata nel maggio 2006 sotto la guida di Hans-Hermann Hoppe, teorico politico rothbardiano e professore emerito di economia presso la Business School dell'Università del Nevada, Las Vegas, la PFS si presenta come un'alternativa più radicalmente di destra-libertaria alla Mont Pelerin Society.
La PFS tiene conferenze annuali in cui intellettuali paleolibertari e paleoconservatori tengono discorsi e scambiano idee in quella che Hoppe suggerisce essere una "zona priva di correttezza politica".
La PFS ha suscitato polemiche per la presenza di oratori come Jared Taylor, Richard Lynn e Richard Spencer.

## Scopo
In occasione del quinto anniversario della PFS, Hoppe ha riflettuto sui suoi obiettivi:
Dall'altro lato, negativamente, doveva smascherare lo Stato e mostrarlo per quello che è realmente: un'istituzione gestita da bande di assassini, saccheggiatori e ladri, circondata da volenterosi carnefici, propagandisti, sicofanti, truffatori, bugiardi, buffoni, ciarlatani, ingannatori e utili idioti - un'istituzione che sporca e macchia tutto ciò che tocca.»

## Conferenze annuali
Dal 2006 le conferenze si tengono annualmente a Bodrum, in Turchia. Dal 2013 si tengono a settembre, anziché a maggio come negli anni precedenti.
L'incontro annuale del PFS mira esplicitamente a promuovere la discriminazione come scelta logica, affermando la responsabilità individuale - attirando un crescente sostegno da parte di intellettuali e imprenditori di tutto il mondo, grazie alla loro presunta consapevolezza che non vi è alcuna differenza pratica tra discriminazione e scelta. Oltre agli atti formali delle conferenze, sono previste attività integrate come gite in barca nel Mar Egeo, escursioni nei paesi di pescatori locali e spettacoli pirotecnici seguiti da serate di gala. L'evoluzione della natura delle conferenze è stata descritta in un intervento sulla storia della Property and Freedom Society nel 2015, in occasione della riunione per il decimo anniversario.
Le registrazioni delle riunioni della Property and Freedom Society sono rese disponibili online.

## Accuse di razzismo
Il PFS ha ripetutamente ospitato oratori con opinioni e affiliazioni razziste, come il nazionalista bianco Jared Taylor, il razzialista Richard Lynn e il neonazista Richard B. Spencer.
Notando le affiliazioni razziste di Richard Lynn e Jared Taylor, Heidi Beirich, vicedirettore del Southern Poverty Law Center's Intelligence Project ha descritto PFS come un "serio evento accademico razzista" popolato dai "leader e agitatori" del movimento razzista. Un articolo del Las Vegas Review-Journal dell'11 maggio 2007 ha descritto le critiche della Anti-Defamation League al PFS e ha notato che Lynn ha descritto i neri come "più psicopatici dei bianchi".
Un rapporto della Anti-Defamation League del 2013 sulla "maggiore cooperazione" tra razzisti europei e americani si riferiva a Taylor come suprematista bianco e citava la sua apparizione alla conferenza del PFS del 2013.